# Depok
För andra betydelser, se Depok (olika betydelser).
Depok är en stad på västra Java i Indonesien. Den ligger i provinsen Jawa Barat och har cirka 2,4 miljoner invånare. Depok är belägen strax söder om Jakarta och ingår i dess storstadsområde, Jabodetabekjur.
Terrängen kring Depok är platt.